# Rhodes-emlékmű
Cecil Rhodes emlékműve a dél-afrikai Tábla-hegyen áll, a fokvárosi Ördög-csúcs lejtőjén. Avatása 1912. július 5-én volt.

## Története
Az emlékművet azon a helyen építették, ahol Cecil Rhodes szívesen üldögélt egy padon. Ma a tábla-hegyi nemzeti park része. Az emlékművet Herbert Baker és Francis Macey tervezte, költségeit Fokváros polgárai adták össze. 1910-1912-ben építették.
Az emlékmű gránitból készült. Felső része egy oszlopcsarnok, amely kifejezi az egykori nagyvállalkozó, mágnás csodálatát az antikvitás építészete iránt. Modellül állítólag a szegesztai templom szolgált. A csarnokhoz 49 lépcső vezet, annyi ahány évet Rhodes élt. A lépcsősor két oldalán négy-négy kőoroszlánt helyeztek el, amelyet a Trafalgar Square szobrai inspiráltak.
Lábánál a Rhodes erejét és elhivatottságát szimbolizáló lovasszobor, George Frederic Watts alkotása áll. Az emlékműben helyet kapott Rhodes bronzbüsztje is, amelynek talapzatára a volt gyarmatosító barátja, Rudyard Kipling idézete került. Az oroszlánokat és a mellszobrot John Macallan Swan készítette. A büsztöt az elmúlt években többször megrongálták.